# Maire de Cambridgeshire and Peterborough
Le maire de Cambridgeshire and Peterborough est le principal dirigeant élu de l'exécutif de l'autorité combinée de Cambridgeshire and Peterborough.
La fonction est occupée par le conservateur Paul Bristow depuis 2025.

## Histoire
L'autorité combinée de Cambridgeshire and Peterborough est créée le 3 mars 2017 et le premier maire élu le 4 mai suivant.

## Élection
Le maire est élu au scrutin à vote unique transférable pour un mandat de quatre ans.

## Liste des maires
| Nom          | Parti | Parti        | Mandat      |
| ------------ | ----- | ------------ | ----------- |
| James Palmer |       | Conservateur | 2017-2021   |
| Nik Johnson  |       | Travailliste | 2021-2025   |
| Paul Bristow |       | Conservateur | depuis 2025 |

## Historique des élections

### 2017
| Résultats des municipales du 4 mai 2017 | Résultats des municipales du 4 mai 2017 | Résultats des municipales du 4 mai 2017 | Résultats des municipales du 4 mai 2017 | Résultats des municipales du 4 mai 2017 | Résultats des municipales du 4 mai 2017 | Résultats des municipales du 4 mai 2017 | Résultats des municipales du 4 mai 2017 |
| Partis                                  | Partis                                  | Candidats                               | 1er tour                                | 1er tour                                | 2d tour                                 | 2d tour                                 | 2d tour                                 |
| Partis                                  | Partis                                  | Candidats                               | Voix                                    | %                                       | Transfert                               | Total                                   | %                                       |
| --------------------------------------- | --------------------------------------- | --------------------------------------- | --------------------------------------- | --------------------------------------- | --------------------------------------- | --------------------------------------- | --------------------------------------- |
|                                         | Conservateur                            | James Palmer                            | 76 064                                  | 38,0                                    | 12 762                                  | 88 826                                  | 56,9                                    |
|                                         | Libéraux-démocrates                     | Rod Cantrill                            | 47 026                                  | 23,5                                    | 20 179                                  | 67 205                                  | 43,1                                    |
|                                         | Travailliste                            | Kevin Price                             | 37 297                                  | 18,6                                    |                                         |                                         |                                         |
|                                         | UKIP                                    | Paul Bullen                             | 15 931                                  | 8,0                                     |                                         |                                         |                                         |
|                                         | Vert                                    | Julie Howell                            | 12 628                                  | 6,3                                     |                                         |                                         |                                         |
|                                         | Indépendant                             | Peter Dawe                              | 9 176                                   | 4,6                                     |                                         |                                         |                                         |
|                                         | Démocrates anglais                      | Stephen Goldspink                       | 2 256                                   | 1,1                                     |                                         |                                         |                                         |

### 2021
| Résultats des municipales du 6 mai 2021 | Résultats des municipales du 6 mai 2021 | Résultats des municipales du 6 mai 2021 | Résultats des municipales du 6 mai 2021 | Résultats des municipales du 6 mai 2021 | Résultats des municipales du 6 mai 2021 | Résultats des municipales du 6 mai 2021 | Résultats des municipales du 6 mai 2021 |
| Partis                                  | Partis                                  | Candidats                               | 1er tour                                | 1er tour                                | 2d tour                                 | 2d tour                                 | 2d tour                                 |
| Partis                                  | Partis                                  | Candidats                               | Voix                                    | %                                       | Transfert                               | Total                                   | %                                       |
| --------------------------------------- | --------------------------------------- | --------------------------------------- | --------------------------------------- | --------------------------------------- | --------------------------------------- | --------------------------------------- | --------------------------------------- |
|                                         | Travailliste                            | Nik Johnson                             | 76 106                                  | 32,8                                    | 37 888                                  | 113 994                                 | 51,3                                    |
|                                         | Conservateur                            | James Palmer                            | 93 942                                  | 40,5                                    | 14 253                                  | 108 195                                 | 48,7                                    |
|                                         | Libéraux-démocrates                     | Aidan Van der Weyer                     | 61 885                                  | 26,7                                    |                                         |                                         |                                         |